# Dunrobin Castle
Dunrobin Castle è una residenza signorile nel Sutherland, contea delle Highlands scozzesi. È la sede della contessa di Sutherland e del Clan Sutherland. Si trova a 1 miglio (1,6 km) a nord di Golspie e circa 5 miglia (8.0 km) a sud di Brora. Le sue origini risalgono al Medioevo, ma la maggior parte della costruzione attuale è opera di Sir Charles Barry, l'architetto del Palazzo di Westminster a Londra, che ha notevolmente ampliato l'edificio nel 1845. È stata realizzata in stile rinascimento francese. Alcune parti dell'edificio originale sono visibili dal cortile interno.

## Storia
Le terre di Sutherland sono state acquisite prima del 1211, da Hugh, signore di Duffus, nipote del nobile fiammingo, Freskin. La contea di Sutherland è stata creata intorno al 1230 per il figlio di Hugh, William, e la prima testimonianza di un castello su questo sito risale al 1401. Potrebbe essere stato costruito sul sito di un forte medievale (da qui, il dun in nome di luogo). Il primo castello era una piazza che aveva pochi e piccole finestre che si affacciavano su una cima della scogliera, probabilmente circondata da muri difensivi. Ogni piano del mastio era a volta. La contea passò alla famiglia Gordon nel XVI secolo. Nel XVII secolo, il mastio è stato ampliato con l'aggiunta di una grande casa, costruita intorno ad un cortile a sud-ovest.
Durante la insurrezione giacobita del 1745, i giacobiti, sotto Carlo Edoardo Stuart, presero d'assalto Dunrobin Castle senza preavviso, perché il Clan Sutherland sosteneva il governo britannico. Il XVII conte di Sutherland, che aveva cambiato il suo cognome da Gordon a Sutherland, fuggì, uscendo da una porta posteriore. Ha navigato per Aberdeen, dove si unì all'esercito del duca di Cumberland. Alla morte del XVIII conte nel 1766, la casa passò alla figlia, Elizabeth, che sposò il politico George Leveson-Gower, poi creato primo duca di Sutherland. Nel 1785, la casa è stata modificata e ampliata di nuovo.

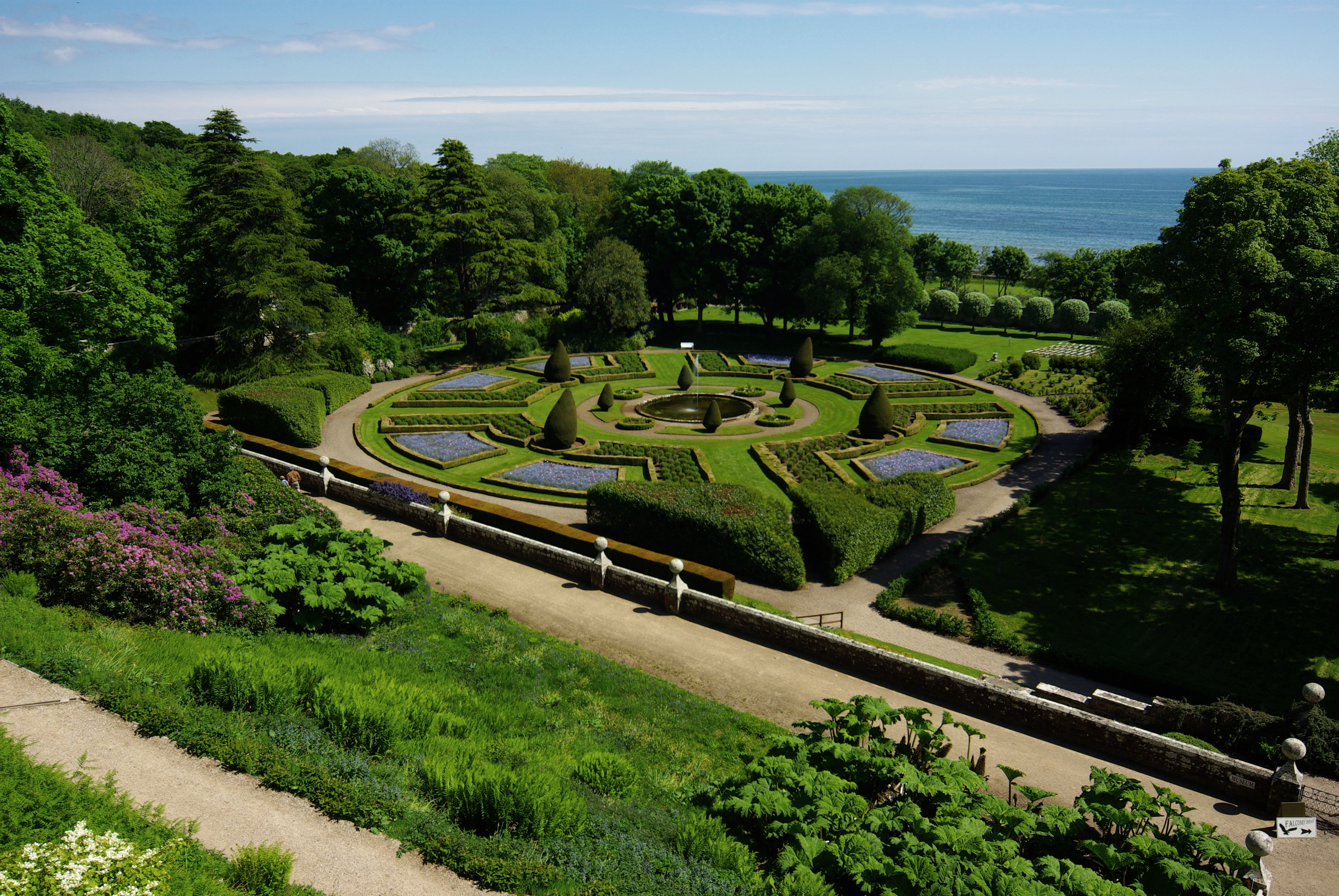
Giardini di Dunrobin Castle.

Sir Charles Barry fu assunto nel 1845 dal II duca di Sutherland a rimodellare completamente il castello.
Nel 1915 l'edificio è stato utilizzato come ospedale militare, quando il fuoco danneggiò gran parte degli interni. L'architetto scozzese Sir Robert Lorimer era impegnato a ristrutturare la casa in seguito alla prima guerra mondiale. Quando il V duca morì nel 1963, la contea e la casa andarono alla nipote, l'attuale contessa di Sutherland, mentre il Ducato doveva passare a un erede maschio e andò a John Egerton, conte di Ellesmere. Tra il 1965 e il 1972, la casa è diventata una scuola per ragazzi. Dal 1973 la casa e i giardini sono aperti al pubblico, con alloggi privati conservati per l'uso della famiglia Sutherland.

## Architettura
Ci sono 189 camere all'interno della casa, diventando così la più grande residenza nel nord Highlands. La maggior parte degli interni di Barry è stato distrutto dal fuoco nel 1915. Esternamente, il castello ha elementi ispirati al lavoro dell'architetto francese Eugène Viollet-le-Duc, come ad esempio il tetto piramidale sopra l'ingresso principale. L'influenza francese si estende nei giardini. Questi sono stati completati nel 1850, prendendo ispirazione dai giardini di Versailles.